# Microula ovalifolia
Microula ovalifolia là loài thực vật có hoa trong họ Mồ hôi. Loài này được (Bureau & Franch.) I.M. Johnst. mô tả khoa học đầu tiên năm 1924.